# Козина (Тернопольская область)
Козина (укр. Козина) — село в Гримайловской поселковой общине Чортковского района Тернопольской области Украины.
До 2020 года входило в Гусятинский район.
Код КОАТУУ — 6121683302. Население по переписи 2001 года составляло 206 человек.

## Географическое положение
Село Козина находится на правом берегу реки Збруч,
выше по течению на расстоянии в 3 км расположено село Кокошинцы,
ниже по течению на расстоянии в 3 км расположено село Калагаровка.

## История
- Село известно с XVI века.